# Związek Obrony Kupców i Rzemieślników
Związek Obrony Kupców i Rzemieślników – ruch polityczny we Francji, powstały w początkach lat 50. (Union pour la Defense des Commercants et Artisans). Uważany jest za swoisty fenomen polityczny IV Republiki Francuskiej. Ruch ten narodził się z początkiem lat 50. jako oddźwięk na skutki drugiej rewolucji przemysłowej, a więc masowości produkcji i sprzedaży. Najbardziej ucierpiały na tym słabiej uprzemysłowione prowincje południowej i zachodniej Francji, a zwłaszcza zamieszkali tam drobni wytwórcy, rzemieślnicy i handlowcy. 
	 Zorganizował ich charyzmatyczny Pierre Poujade, który jeździł po kraju wygłaszając dziesiątki przemówień. Słynne stało się jego wtargnięcie, na czele tzw. “komandosów”, do Izby Deputowanych, gdzie samowolnie wdarł się na mównicę i długo przemawiał krytykując rząd i obrzucając obelgami premiera Edgara Faure'a. 
	 “Poujadyści” nie mieli spójnego programu. Zasadzał się on na spontanicznych sloganach skierowanych przeciwko rządowi i parlamentowi oraz urzędnikom kontroli finansowej, którzy nakładali na kupców zbyt wysokie podatki, ograniczając im zysk. Wobec postępującej industrializacji i urbanizacji ludzie związani z sektorem handlu i usług przegrywali w konkurencji z supermarketami i wielkim przemysłem. Z takimi hasłami kandydaci UDCA prowadzili kampanię wyborczą, popierając je sloganem: ”sortez les sortans”, a więc niedopuszczenia do ponownego wyboru dotychczasowych deputowanych. W wyniku głosowania ze stycznia 1956 roku, UDCA uzyskał 52 mandaty do obsadzenia w Izbie Deputowanych (11,4%). Wśród deputowanych znalazł się również J.-M. Le Pen. Sukces “poujadystów” odebrał najwięcej głosów ugrupowaniom socjalistycznym oraz katolickiemu MRP (Ruch Republikańsko-Ludowy). To te partie dopatrzyły się nieprawidłowości w wyborach i w efekcie unieważniono kilkanaście mandatów UDCA. Wewnątrz samego ruchu również nastąpiło rozbicie i wielu działaczy zaczęło odchodzić od Poujade'a, między innymi również Le Pen. Zarzucono mu totalistyczne sposoby rządzenia oraz zagarnięcie składek Związku. W 1958 r. ruch “sklepikarzy” rozpadł się prawie zupełnie. Elektorat UDCA miał jednak oblicze tradycjonalistyczne i nacjonalistyczne i wywodził się ze starych entuzjastów marszałka Ph. Petaina. Sam Poujade zdawał sobie sprawę z przekroju ideowego swych wyborców i jeszcze podczas kampanii w 1955 roku wzorował się na Juanie Peronie i patriotycznym stylu jego przemówień, twierdząc np., że “jego sklepikarze są w prostej linii kontynuatorami żołnierzy spod Wagram i Verdun”.
	P. Poujade i jego zwolennicy, po powrocie do władzy de Gaulle'a stanęli w opozycji wobec niego i wobec V Republiki. Głównie spośród członków UDCA rekrutowali się później uczestnicy algierskiego “tygodnia barykad” (styczeń 1960) i bojówek terrorystycznych OAS.